# Achmühle (Greding)
Achmühle  war ein Gemeindeteil der Stadt Greding im Landkreis Roth (Mittelfranken, Bayern). Bis 1950 wurde er als eigener Wohnort in den Ortsverzeichnissen gelistet. Er liegt an der Schwarzach. Der Name lebt in der Straße Zur Achmühle weiter.
1899 baute die Raiffeisenbank Greding eine Turbine mit Generator in die Mühle ein, um mit ihr die Stromversorgung Greding aufzubauen. Anfangs war es die einzige Stromquelle. Mittlerweile wird der Großteil des Ökostrom der Stromversorgung Greding hier erzeugt. Nach dem Zweiten Weltkrieg war im angrenzenden Wohngebäude eine Schneiderei untergebracht. In den 1990er Jahren wurde das Sägewerk in der Achmühle aufgelöst.
- 1840: 8 Einwohner[4]
- 1852: 8 Einwohner[5]
- 1861: 14 Einwohner[6]
- 1871: 9 Einwohner[7]
- 1885: 7 Einwohner[8]
- 1900: 4 Einwohner[9]
- 1925: 13 Einwohner[10]
- 1950: 15 Einwohner[11]

## Baudenkmäler
- Ehemaliges Müllerwohnhaus
- Wegkapelle